# Mendidaphodius rutilus
Mendidaphodius rutilus är en skalbaggsart som beskrevs av Johann Christoph Friedrich Klug 1845. Mendidaphodius rutilus ingår i släktet Mendidaphodius och familjen Aphodiidae. Inga underarter finns listade i Catalogue of Life.